# 王斐丽
王斐丽（英語：Phyllis M. Wise, 1945年—）是一位美国华人生物学家。

## 生平
1945年出生于美国纽约市的一个华人家庭，父亲是美国华人科学家王世濬。1967年获得斯沃斯莫尔学院学士学位，1969年获得硕士学位，1972年获得密歇根大学动物学博士学位。其后担任博士后。1976年担任马里兰大学巴尔的摩分校助理教授，1993年担任肯塔基大学物理生物系教授，2002年担任加利福尼亞大學戴維斯分校生物科学学院院长。2005年担任华盛顿大学学术领域副校长，2010年升任代理校长，是该校首位亚裔校长。2011年担任伊利诺伊大学厄巴纳-香槟分校第九任校长，2015年离任。

## 荣誉
是美国国家医学院院士、美国文理科学院院士，美国科学促进会会士，耐克董事会成员。